# La squadriglia delle pecore nere
La squadriglia delle pecore nere (Baa Baa Black Sheep) è una serie televisiva ambientata nella seconda guerra mondiale.
Prodotta da Donald P. Bellisario nel 1978, vide la partecipazione di attori come Tim Matheson, Red West nel ruolo del sergente Andy Micklin, Ernie Hudson, Dana Elcar, Morgan Paull, e la sceneggiatura di Stephen J. Cannell. La serie vince un Golden Globe per il miglior attore in una serie drammatica nel 1978.

## Trama
La storia è ispirata alle azioni realmente effettuate da una squadriglia del corpo dei Marines degli Stati Uniti, la VMA-214 basata sull'aeroporto di Vella Lavella, isola del pacifico coinvolta nella campagna di Guadalcanal tra il 1942 e il 1943 e dotata di Chance Vought F4U Corsair, detto anche l'uccellaccio dalle ali piegate per la sua ala a W. Nella serie i nomi dei luoghi vennero cambiati, e Vella Lavella diventò Vella Lacava, mentre Espiritu Santo divenne Espiritos Marcos. La squadriglia era comandata dal maggiore Pappy Boyington, ex-alcolizzato, che figurò anche come consulente tecnico della serie. La mascotte della squadriglia era il bull terrier Meatball, Polpetta nella serie italiana, di proprietà del maggiore.